# ラストエンペラー (テレビドラマ)
『ラストエンペラー』（中: 末代皇帝）は中華人民共和国で1988年に放送されたテレビドラマ。愛新覚羅溥儀の生涯をドラマ化したものである。
なお、VHSソフトの邦題は『末代皇帝 THE LAST EMPEROR』だったが、後の地上波・BS放送とDVDソフトでは邦題が『ラストエンペラー』となった。

## 概要
溥儀の自伝『我が半生』（原題：我的前半生）に基づき、溥儀の弟・溥傑の監修の下に製作されたもので、溥儀が光緒帝の死によって僅か3歳で帝位に即いてから、辛亥革命、満州国建国、終戦、撫順での「改造」を経て、北京に戻り周恩来からそのことを祝福されるまでを描いている。
物語色の強い映画『ラストエンペラー』（1987年）に比べ、溥儀自身の回想や親族の証言に基づいた内容となっており、一部には当時の実写フィルムが用いられるが、登場人物が一部仮の名前になっており、シチュエーションも一部を変えてあるなど、テレビドラマだけに脚色も見られ、全てが事実というわけではない。
タイトルの『末代皇帝』とは文字通り最後の皇帝という意味であり、溥儀の生涯を扱うドラマにとってはふさわしいタイトルである。題字は溥傑により揮毫された。なお、映画『ラストエンペラー』も中国での公開時は「末代皇帝」というタイトルであった。
キャストは日本人の登場人物も中国人俳優が演じている。日本人のセリフは日本語で作成されており、音声は日本語、字幕は中国語で当てられている。
このドラマ以降の溥儀の生涯を扱ったものとして、少々このドラマと時代が重なるが、映画『火龍』がある。

## 出演者
（実在人物のみ記載、架空や変名の登場人物は一部省略。西洋人の出演者は漢字表記のまま記載した。）
- 溥儀…演 - 張萌（幼年時代）、日本語吹替 - 池本小百合、演 - 蔡遠航（少年時代）、日本語吹替 - 浪川大輔、演 - 陳道明（青年時代）、日本語吹替 - 川野太郎、演 - 朱旭（老年時代）、日本語吹替 - 黒沢良
- 婉容…演 - 羅歴歌、日本語吹替 - 小山茉美
- 文繡…演 - 鄭天瑋、日本語吹替 - 小山茉美→麻上洋子
- 譚玉齢…演 - 郭宵珍
- 李玉琴…演 - 黄月美
- 醇親王載澧（溥儀の父）…演 - 藍天野、日本語吹替 - 宮田光
- 瓜爾佳氏（溥儀の母）…演 - 穆寧、日本語吹替 - 弥永和子
- 劉佳氏（溥儀の祖母）…演 - 呉淑昆
- 王焦氏（溥儀の乳母）…演 - 陳麗明、日本語吹替 - 高島雅羅
- 溥傑…演 - 田鵬（幼年時代）、演 - 楊斌（青年時代）、日本語吹替 - 西村知道、演 - 馬建（老年時代）、日本語吹替 - 岡部政明
- 嵯峨浩…演 - 陳松、日本語吹替 - 堀越真己
- 西太后…演 - 朱琳、日本語吹替 - 中西妙子
- 隆裕太后…演 - 梁月軍、日本語吹替 - 高橋ひろ子
- 光緒帝…演 - 楊立新
- 瑾妃（端康太妃）…演 - 劉駿、日本語吹替 - 芝夏美
- 瑜妃（敬懿太妃）…演 - 宋鳳儀、日本語吹替 - 鈴木れい子
- 瑨妃（栄恵太妃）…演 - 金敬蘭、日本語吹替 - 竹口安芸子
- 珣妃（荘和太妃）…演 - 張瑾、日本語吹替 - 向殿あさみ
- 慶親王…演 - 童超
- 恭親王…演 - 劉亜軍
- 陳宝琛…演 - 呉雪、日本語吹替 - 石井敏郎
- 良弼…演 - 譚宗堯
- 金錫齢…演 - 孫峻峰
- 趙翰章…演 - 王徳立、日本語吹替 - 亀井三郎
- 李蓮英…演 - 劉國祥
- 小徳張…演 - 于志寛
- 張謙和…演 - 牛星麗、日本語吹替 - 宮川洋一
- 張得功…演 - 趙森（青年時代）、日本語吹替 - 松田辰也、演 - 高才（老年時代）
- 李徳勤…演 - 高偉峰、日本語吹替 - 小山渚
- 文珊（文繡の妹）…演 - 劉赫男、日本語吹替 - 佐々木優子
- 袁世凱…演 - 李大千
- 袁克定（袁世凱の子）…演 - 李春立
- 鄭孝胥…演 - 厳飛、日本語吹替 - 上田敏也
- 張景恵…演 - 盧永、日本語吹替 - 石森達幸
- 孫文…演 - 石維堅
- 蔣介石…演 - 趙恒多、日本語吹替 - 矢田耕司
- 張作霖…演 - 呉爾揚、日本語吹替 - 城山知馨夫
- 康有為…演 - 修宗迪、日本語吹替 - 鈴木泰明
- 張勲…演 - 楊宝琮、日本語吹替 - 飯塚昭三
- 胡適…演 - 曺世驍
- 馮玉祥…演 - 于守金
- 鹿鍾麟…演 - 仲継亮
- 王仕珍…演 - 平原、日本語吹替 - 野本礼三
- 小瑞（溥儀の甥）…演 - 劉躍→張彤
- 小秀（溥儀の甥）…演 - 薛民→張威、日本語吹替 - 田中亮一→山口健
- 小固（溥儀の甥）…演 - 何洪港
- 李順…演 - 洪宇宙、日本語吹替 - 大塚芳忠
- 嘉祺…演 - 王大明、日本語吹替 - 大山高男
- 汪満…演 - 張北宗、日本語吹替 - 宮内幸平
- 辛大川…演 - 徐恩祥、日本語吹替 - 原田一夫
- 添世貴…演 - 安伯英、日本語吹替 - 村松康雄
- 郭医生…演 - 王美虹、日本語吹替 - 松岡洋子
- レジナルド・ジョンストン…演 - 賛米特、日本語吹替 - 家弓家正
- グリゴリー・セミョーノフ…演 - 龍万霊
- ウィリアム・ウェブ裁判長…演 - 馬爾丁斯
- ジョセフ・キーナン検事…演 - 米爾頓・霍爾斯担
- ベン・ブルース・ブレイクニー弁護人…演 - 白瑞理
- 吉岡安直…演 - 胡浩、日本語吹替 - 秋元羊介
- 土肥原賢二…演 - 陳東、日本語吹替 - 筈見純→郷里大輔
- 菱刈隆…演 - 紀維時、日本語吹替 - 矢田耕司
- 山田乙三…演 - 李嘉宝
- 駒井徳三…演 - 張挺
- 橋本虎之助…演 - 趙蔚彬
- 板垣征四郎…演 - 劉龍
- 小野寺教授…演 - 田継海、日本語吹替 - 沢木郁也
- 戦犯収容所長…演 - 李黙然、日本語吹替 - 梶哲也
- 賀龍…演 - 王天鵬
- 陳毅…演 - 魏啓明
- 周恩来…演 - 紫雲清、日本語吹替 - 羽佐間道夫

ナレーション…羽佐間道夫
その他の日本語吹き替え ‐ 藤本譲、広瀬正志、斉藤茂、滝沢ロコ、藤田昇、田口昂、筈見純、加藤正之

## スタッフ
- 監督…張建民、周環
- 脚本…王樹元
- 音楽…王憲
- 撮影…王東明
- 美術…何宝通、蔡龍西庄

日本語版スタッフ
- 翻訳…廖伊庄

- 日本語版台本…鈴木導

- 日本語版スタッフ…左近允洋、飯塚秀保、猪飼和彦